# Saint-Jean-Chambre
Saint-Jean-Chambre ist eine französische Gemeinde im Département Ardèche in der Region Auvergne-Rhône-Alpes. Die durchschnittlich auf 750 Metern über Meereshöhe im Osten des Zentralmassivs gelegene Ortschaft gehört zum Arrondissement Privas und zum Kanton Rhône-Eyrieux. Sie grenzt im Norden an Saint-Basile, im Nordosten an Saint-Apollinaire-de-Rias, im Südosten an Silhac, im Südwesten an Chalencon und im Westen an Belsentes.

## Bevölkerungsentwicklung
| Jahr                       | 1962 | 1968 | 1975 | 1982 | 1990 | 1999 | 2008 | 2019 |
| -------------------------- | ---- | ---- | ---- | ---- | ---- | ---- | ---- | ---- |
| Einwohner                  | 365  | 333  | 284  | 260  | 235  | 246  | 252  | 296  |
| Quellen: Cassini und INSEE |      |      |      |      |      |      |      |      |

## Persönlichkeiten
- François-Antoine Boissy d’Anglas, Politiker

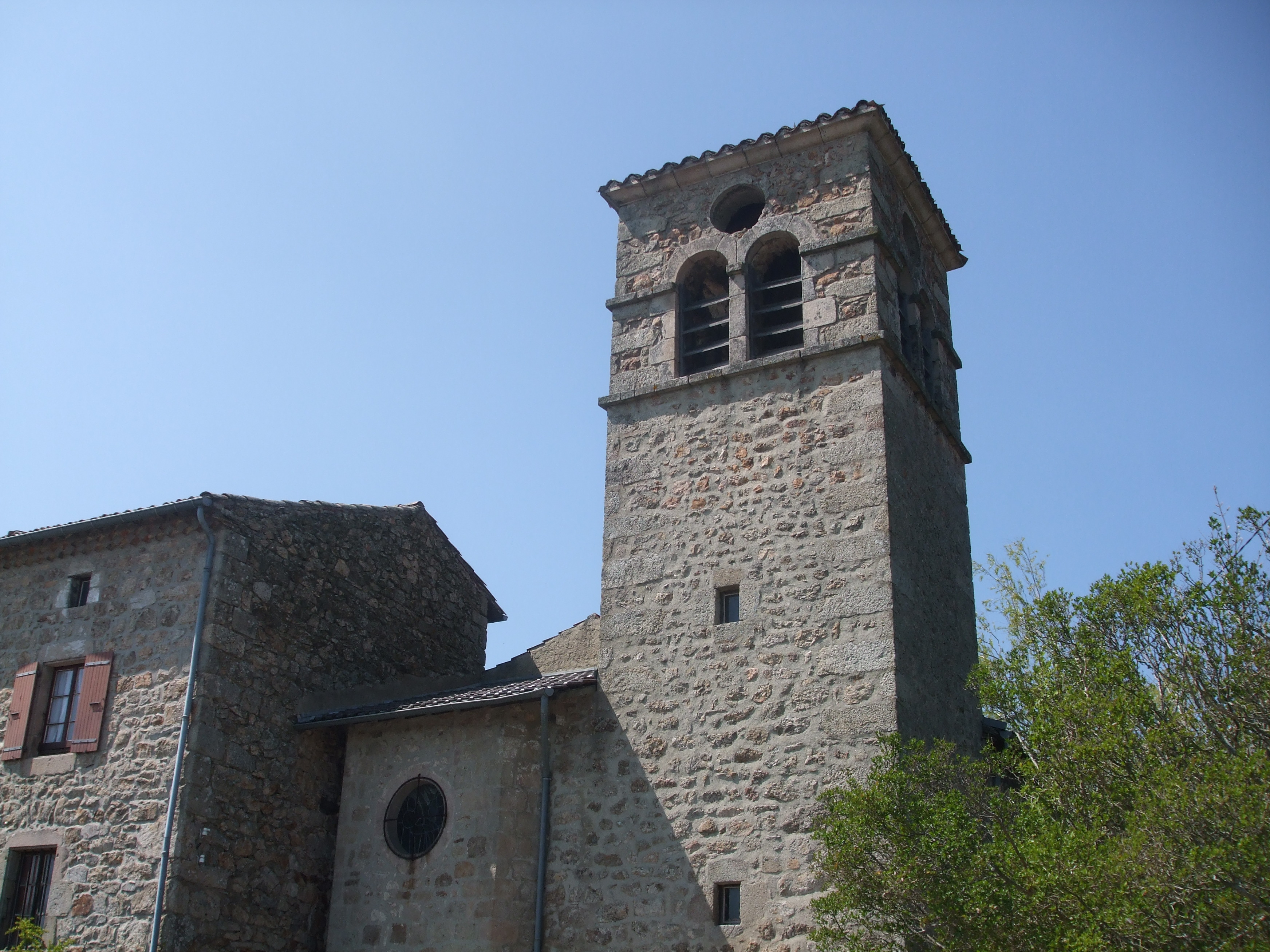
Kirche Saint-Jean-Baptiste